# Gare de Varhaug
La gare de Varhaug est une gare ferroviaire norvégienne de la ligne de Jær, située au village de Varhaug sur la commune d'Hå dans le comté de Rogaland. 
Mise en service en 1878, c'est une voyageurs de la Norges Statsbaner (NSB). Elle est distante de 43,11 km du terminus de la gare de Stavanger.

## Situation ferroviaire
Établie à 44 mètres d'altitude, la gare de Varhaug est située sur la ligne de Jær entre les gares de Vigrestad et de Nærbø.

## Histoire
La station de « Varhoug » est mise en service le 1er mars 1878, elle prend le nom de « Varhaug » en 1907. Elle devient une halte ferroviaire sans personnel permanent le 7 juillet 1964, tout en ayant toujours un trafic marchandises.

## Service des voyageurs

### Accueil
C'est une halte ferroviaire sans personnel ni billetterie, mais disposant d'un abri pour les voyageurs.

### Desserte
Varhaug est desservi par des trains locaux en direction d'Egersund et de Stavanger

### Intermodalité
Un parking pour les véhicules et un cadre pour les vélos y sont aménagés.